# Corydalis ruksansii
Corydalis ruksansii är en vallmoväxtart som beskrevs av M. Lidén. Corydalis ruksansii ingår i släktet nunneörter, och familjen vallmoväxter. Inga underarter finns listade i Catalogue of Life.